# Brianna Throssell
Brianna Throssell (Perth, 10 de fevereiro de 1996) é uma nadadora australiana, campeã olímpica.

## Carreira
Throssell conquistou a medalha de ouro nos Jogos Olímpicos de Verão de 2020 em Tóquio na prova de revezamento 4×100 m medley, ao lado de Kaylee McKeown, Chelsea Hodges, Emma McKeon, Cate Campbell, Emily Seebohm e Mollie O'Callaghan. Além disso, conseguiu o bronze no 4×200 m livre e no medley misto.